# Jal jeera

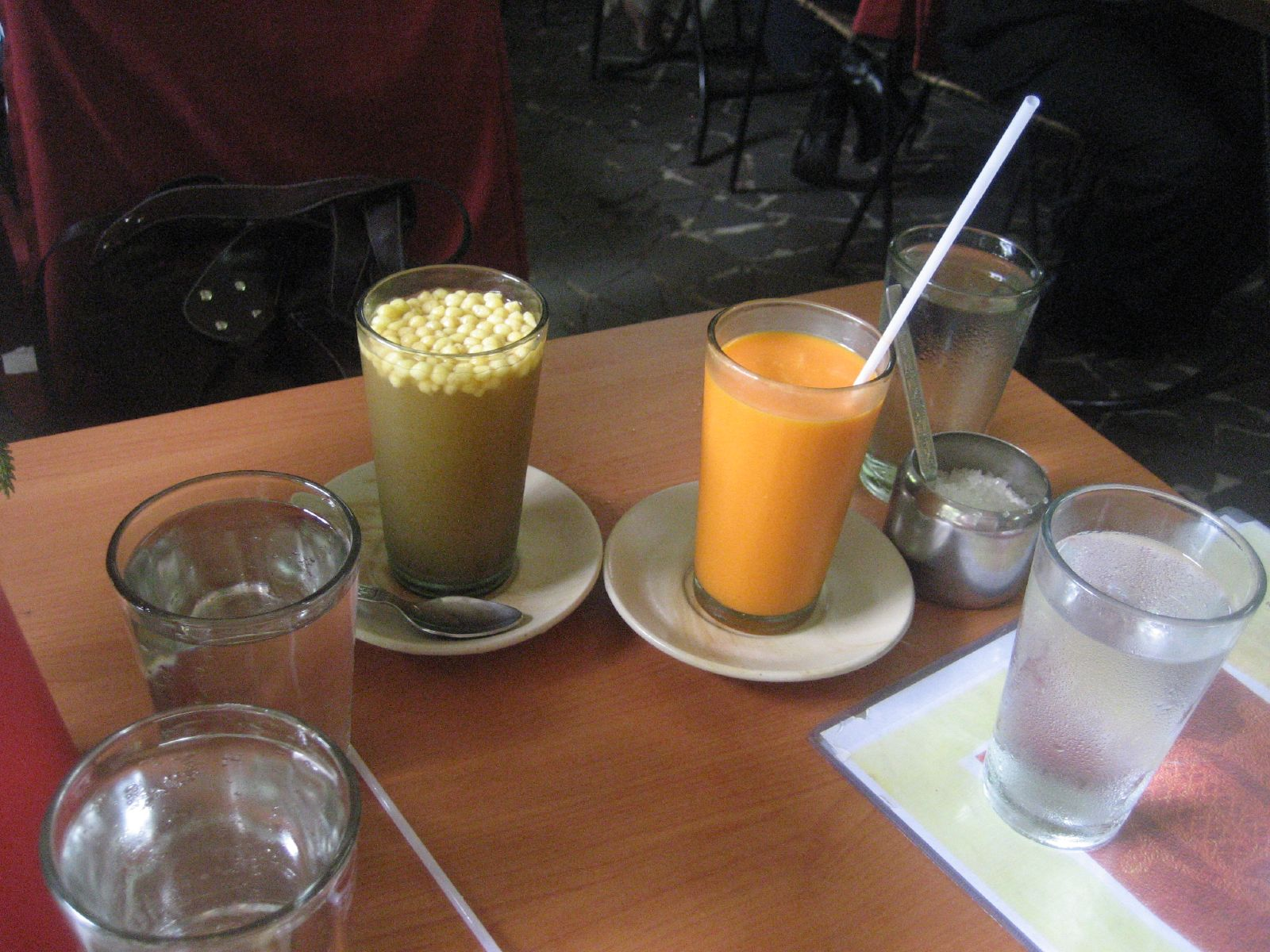
Jal jeera (a la izquierda) y lassi de mango (a la derecha).

La jal jeera (‘agua de comino’ en hindi) es una bebida india, parecida a la limonada, muy popular en verano y el norte del país por sus propiedades refrescantes. Suele servirse como aperitivo antes de una comida, aunque también se bebe entre estas.
El comino se considera un ingrediente medicinal que actúa como digestivo. La menta, otro ingrediente, tiene un efecto refrescante. Otro de los ingredientes principales es la kala namak (sal negra), que también es digestiva. No contiene azúcar, por lo que es bastante saludable.
- Datos: Q6125787
- Multimedia: Jal-jeera / Q6125787